# Fromentières
|  | Per a altres significats, vegeu «Fromentières (Marne)». |

Fromentières és un municipi al departament de Mayenne (regió del País del Loira, França). L'any 2007 tenia 800 habitants.

## Demografia

### Població
El 2007 la població de fet de Fromentières era de 800 persones. Hi havia 283 famílies de les quals 47 eren unipersonals (31 homes vivint sols i 16 dones vivint soles), 94 parelles sense fills, 134 parelles amb fills i 8 famílies monoparentals amb fills.
La població ha evolucionat segons el següent gràfic:

### Habitatges
El 2007 hi havia 312 habitatges, 283 eren l'habitatge principal de la família, 15 eren segones residències i 15 estaven desocupats. 308 eren cases i 2 eren apartaments. Dels 283 habitatges principals, 220 estaven ocupats pels seus propietaris, 58 estaven llogats i ocupats pels llogaters i 5 estaven cedits a títol gratuït; 1 tenia una cambra, 7 en tenien dues, 25 en tenien tres, 57 en tenien quatre i 194 en tenien cinc o més. 230 habitatges disposaven pel capbaix d'una plaça de pàrquing. A 101 habitatges hi havia un automòbil i a 173 n'hi havia dos o més.

### Piràmide de població
La piràmide de població per edats i sexe el 2009 era:
| Homes | Edats   | Dones |
| ----- | ------- | ----- |
| 0     | 95 o +  | 0     |
| 0     | 90 a 94 | 0     |
| 0     | 85 a 89 | 0     |
| 0     | 80 a 84 | 4     |
| 8     | 75 a 79 | 4     |
| 20    | 70 a 74 | 16    |
| 0     | 65 a 69 | 8     |
| 28    | 60 a 64 | 16    |
| 28    | 55 a 59 | 28    |
| 4     | 50 a 54 | 28    |
| 12    | 45 a 49 | 4     |
| 24    | 40 a 44 | 4     |
| 48    | 35 a 39 | 40    |
| 28    | 30 a 34 | 40    |
| 28    | 25 a 29 | 20    |
| 8     | 20 a 24 | 4     |
| 28    | 15 a 19 | 20    |
| 24    | 10 a 14 | 12    |
| 44    | 5 a 9   | 40    |
| 32    | 0 a 4   | 24    |

## Economia
El 2007 la població en edat de treballar era de 496 persones, 387 eren actives i 109 eren inactives. De les 387 persones actives 362 estaven ocupades (199 homes i 163 dones) i 25 estaven aturades (9 homes i 16 dones). De les 109 persones inactives 40 estaven jubilades, 45 estaven estudiant i 24 estaven classificades com a «altres inactius».

### Ingressos
El 2009 a Fromentières hi havia 287 unitats fiscals que integraven 820 persones, la mediana anual d'ingressos fiscals per persona era de 16.125 €.

### Activitats econòmiques
Dels 18 establiments que hi havia el 2007, 2 eren d'empreses alimentàries, 1 d'una empresa de fabricació d'altres productes industrials, 2 d'empreses de construcció, 5 d'empreses de comerç i reparació d'automòbils, 2 d'empreses d'hostatgeria i restauració, 1 d'una empresa d'informació i comunicació, 1 d'una empresa financera, 1 d'una empresa immobiliària, 1 d'una empresa de serveis, 1 d'una entitat de l'administració pública i 1 d'una empresa classificada com a «altres activitats de serveis».
Dels 4 establiments de servei als particulars que hi havia el 2009, 1 era un taller de reparació d'automòbils i de material agrícola, 1 fusteria i 2 lampisteries.
L'únic establiment comercial que hi havia el 2009 era una carnisseria.
L'any 2000 a Fromentières hi havia 47 explotacions agrícoles que ocupaven un total de 1.674 hectàrees.

## Equipaments sanitaris i escolars
L'únic equipament sanitari que hi havia el 2009 era una ambulància.
El 2009 hi havia una escola elemental.

## Poblacions properes
El següent diagrama mostra les poblacions més properes.